# Okręg wyborczy Berwick and East Lothian
Okręg wyborczy Berwick and East Lothian powstał w 1950 r. i wysyłał do brytyjskiej Izby Gmin jednego deputowanego. Okręg obejmował hrabstwa Berwickshire i East Lothian. Został zniesiony w 1983 r.

## Deputowani do brytyjskiej Izby Gmin z okręgu Berwick and East Lothian
- 1950–1951: John Robertson, Partia Pracy
- 1951–1966: William Anstruther-Gray, Szkocka Partia Unionistyczna
- 1966–1974: John Mackintosh, Partia Pracy
- 1974–1974: Michael Ancram, Partia Konserwatywna
- 1974–1978: John Mackintosh, Partia Pracy
- 1978–1983: John Home Robertson, Partia Pracy